# Actun Tunichil Muknal
Actun Tunichil Muknal (em português: Caverna do Sepulcro de Cristal) é um sítio arqueológico da civilização maia situado em uma caverna utilizada para sacrifícios humanos em oferenda a divindade Chaac. A caverna está localizada no distrito de Cayo, em Belize.

## História

### Origem e declínio
Na tradição maia, acreditava-se que as cavernas eram a porta de entrada para o reino do submundo chamado Xibalbá. Devido ao riacho subterrâneo que flui da caverna Actun Tunichil Muknal, os maias associaram a caverna ao deus da chuva Chaac.
Inicialmente, as oferendas eram feitas com produtos agrícolas, como o milho. Por volta de 750 d.C., devido a uma grande seca que ocorreu na região, os rituais passaram a ser realizados nas regiões mais profundas da caverna, com oferta de sacrifício humano. Estudos indicam que as atividades de oferenda na caverna iniciaram em torno de 250 d. C. e duraram aproximadamente até 900 d.C.

### Descoberta
A caverna foi descoberta em 1986, pelo geomorfologista Tom Miller. Em 1991, uma expedição espeleológica britânica publicou o primeiro mapa do sistema da caverna; e entre 1993 e 2000, houve um estudo mais aprofundado da caverna e dos artefatos encontrados.

## Características
A caverna possui aproximadamente 5 quilômetros de profundidade, com um rio subterrâneo fluindo em seu interior, cinco entradas e três câmaras, que foram denominadas Câmara de Entrada, Câmara das Estelas e Câmara Principal.
Na Câmara de Entrada foram encontrados os restos mortais de um indivíduo adulto e fragmentos de cerâmicas, datadas do período clássico tardio.
A Câmara das Estelas está localizada a 450 metros da entrada e a 10 metros acima do riacho, possui entre 4 a 5 metros de largura, 5,3 metros de comprimento e entre 3 e 4 metros de altura. Nesta câmara foram descobertos duas estelas e uma placa de ardósia esculpida, fragmentos de cerâmicas, e duas ferramentas de obsidiana. Uma estela possui 1,22 metros de altura, 22 centímetros de largura na base, 30 centímetros de largura no centro e afunila até cerca de 11 centímetros no topo, nas laterais foram esculpidas nove figuras de vieiras. A segunda estela possui 1,10 metros de altura, 21 centímetros de largura na base, 19,5 centímetros de largura no centro e afunila até 6 centímetros no topo. Na placa de ardósia foi esculpido um rosto com olhos circulares e uma boca com presas.

A Câmara Principal está localizada a 500 metros da entrada, possui cerca de 350 metros de comprimento e, em seu ponto mais largo, 50 metros. Há várias pequenas salas adjacentes, e foram descobertos restos mortais de quatorze indivíduos, entre crianças e adultos, de ambos os sexos. Cinco indivíduos adultos possuíam deformação craniana, prática tradicional da elite maia; e três indivíduos possuíam dentes modificados. Devido ao ambiente, uma camada de calcita cobriu os ossos, e alguns se encontram encrustados nas pedras. Também foram encontrados mais de duzentos vasos, sendo quatro deles encontrados inteiros, datados entre 700 d.C. e 900 d.C.